# Berry Gordy

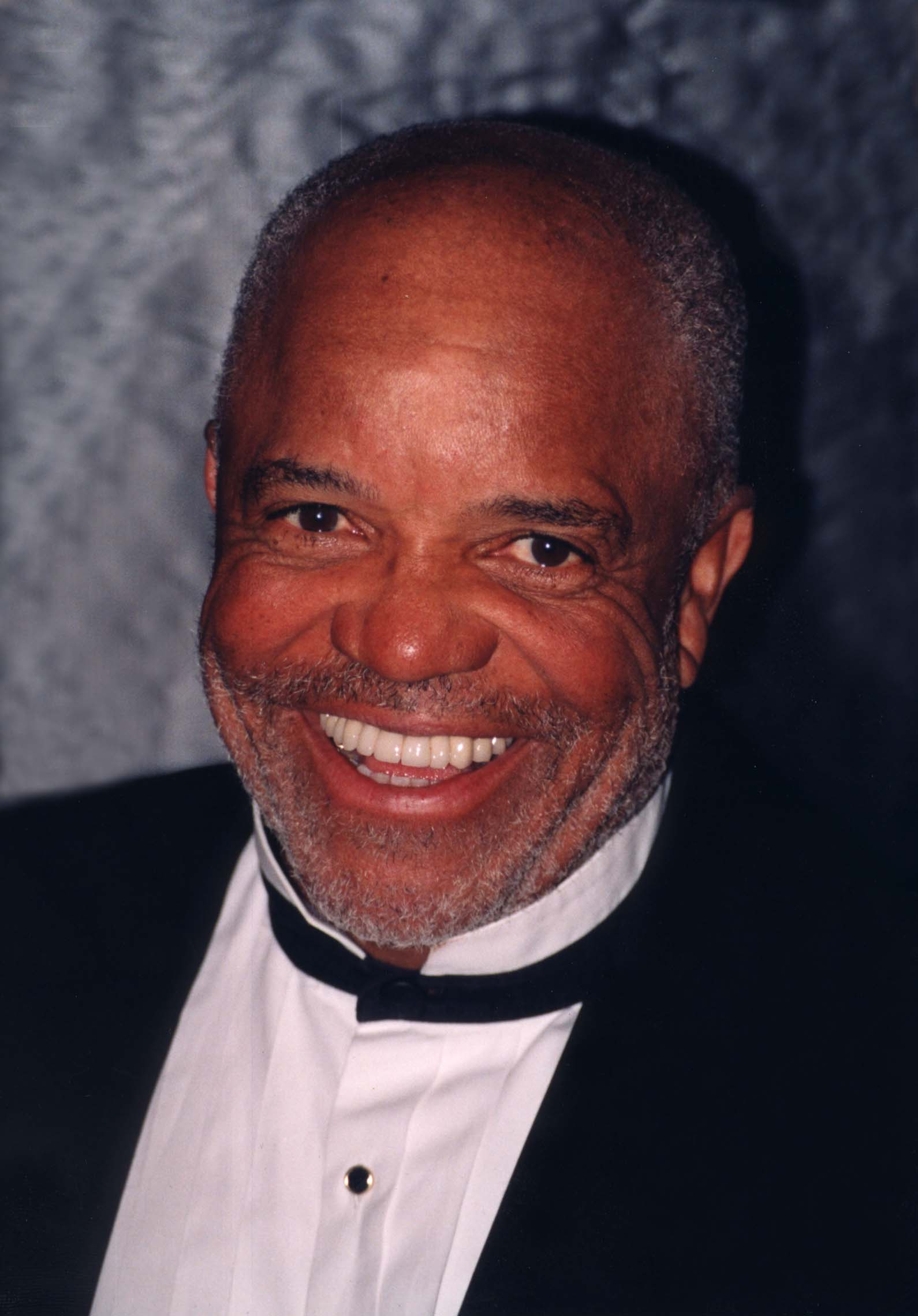
Berry Gordy, 1998

Berry Gordy Jr. (* 28. November 1929 in Detroit) ist ein US-amerikanischer Songwriter, Musikproduzent und Unternehmer. Er gründete 1959 die Soul-Label Tamla Records und Motown Record, aus denen der Schallplattenkonzern Motown hervorging.

## Leben

### Boxer und Industriearbeiter
Berry Gordy war eines von acht Kindern von Berry Gordy sr. und Bertha Fuller. Berry Gordy trug zwischen dem Dezember 1947 und Januar 1950 insgesamt 17 Boxkämpfe im Federgewicht aus (12 gewonnen, 3 verloren, 2 Unentschieden). 1951 wurde er zur Armee eingezogen, wo er seinen Schulabschluss, den G.E.D. nachholte. Nach seiner Entlassung eröffnete er 1953 den Schallplattenladen 3-D Record Mart mit Jazzplatten, der kurz darauf in die Insolvenz ging. Im selben Jahr heiratete er Thelma Coleman. Ab 1955 arbeitete er zwei Jahre für 85 US-Dollar pro Woche am Fließband bei der Ford Motor Company. Dort baute er Polstersitze in die Lincoln-Modelle ein. Während seiner Freizeit schrieb er Popsongs.

### Komponist
Seine erste Komposition Reet Petite konnte er im August 1957 für 1000 US-Dollar an Decca Records verkaufen; sie erreichte mit Sänger Jackie Wilson im September 1957 Rang 62 der US-Pop-Hitparade und Rang 6 der britischen Charts. Gordy schrieb für Wilson vier weitere aufeinander folgende Hits. To Be Loved erreichte im April 1958 Rang 22 der Popcharts und kletterte auf Platz 7 der Rhythm-and-Blues-Hitparade. Mit Lonely Teardrops gelang Gordy und Wilson der Durchbruch, als der Song nach Veröffentlichung im November 1958 den ersten Rang der R&B-Charts und Platz 7 der Popcharts erreichte. Es folgten That’s Why (I Love You So) (April 1959; Rang 2 R&B) und I’ll Be Satisfied (Juni 1959; Rang 6 R&B). Trotz der Erfolge seiner Kompositionen flossen Tantiemen spärlich. 1959 ließ Gordy sich scheiden und heiratete die ausgebildete Musikerin Raynoma Liles. Sie riet ihm, die Verantwortung für eine Komposition bis zu ihrer Musikproduktion selbst zu übernehmen.

## Eigene Plattenfirmen

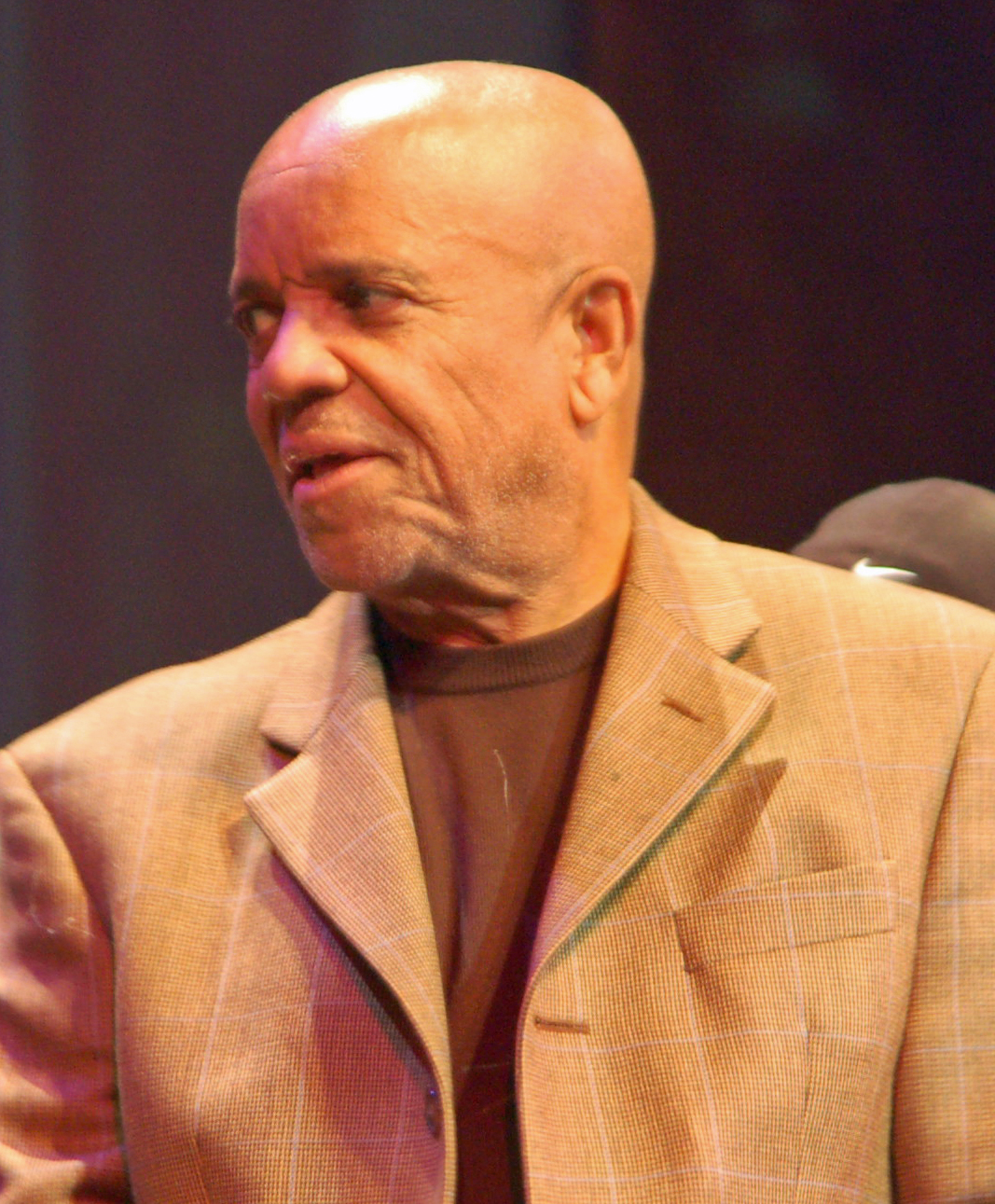
Berry Gordy, 2010

Mit von seiner Familie geliehenen 800 US-Dollar – Geld aus seiner Ausbildungsversicherung – gründete Gordy 29-jährig im Jahr 1959 in Detroit zwei R&B-Plattenfirmen, „Tamla Records“ (12. Januar 1959) und „Motown Records“. Damit konnte er die damals üblichen Strafzahlungen vermeiden, die beim Verdacht von Schmiergeldzahlungen fällig wurden, wenn im Radio zu viele Songs von nur einem Label gespielt wurden.
Erster Sänger bei Tamla Records wurde Marv Johnson, für den Gordy Come to Me schrieb, das im Januar 1959 in sieben Takes im United Sound Studio entstand und am 21. Februar 1959 veröffentlicht wurde (Tamla #101). In Barrett Strong fand er einen weiteren Sänger, für den er im Juli 1959 den Titel Money (That’s What I Want) schrieb. Zunächst wurde er im August 1959 bei Tamla Records (# 54027) veröffentlicht. Nach dem Airplay durch den Disc-Jockey Larry Dixon vom Detroiter Radiosender WCHB stellte sich jedoch eine so große Nachfrage ein, dass Gordy die Rechte an seine Schwester Gwen Gordy und deren Label Anna Records lizenzierte. Das Label Anna Records verfügte über ein besseres Vertriebssystem und brachte die Single am 10. Dezember 1959 (Anna 1111) erneut auf den Markt. Nach einer Anzeigenschaltung im Billboard-Magazin ab 4. Januar 1960 gelangte die Single am 25. Januar 1960 in die Rhythm-&-Blues-Hitparade, wo sie bis auf Rang 2 vordrang; in den Pop-Charts erreichte sie Rang 23. Nun flossen die Einnahmen schneller, so dass er am 2. August 1959 für 10.500 US-Dollar in Detroit ein Einfamilienhaus (2648 West Grand Blvd.) erwerben konnte. Darin errichtete er ein kleines Tonstudio, die Motown Recording Studios (Detroit). Am 14. April 1960 wurden die beiden Firmen Tamla und Motown zur neuen Firma „Motown Record Corporation“ zusammengelegt.

### Millionenseller
Erster Millionenseller war das von Gordy und Smokey Robinson für die Miracles verfasste Shop Around (Tamla 54034), das nach Veröffentlichung am 20. September 1960 Rang 1 der R&B- und Rang 2 der Popcharts erreichen konnte. Bei diesem Hit wurden die Miracles von labeleigenen Studiomusikern begleitet, die sich als Funk Brothers einen Namen machten. Gordy komplettierte diese Musiker nach dem Hit Money (That’s What I Want), wo bereits zwei künftige Funk Brothers anwesend waren. Sie spielten auch beim nächsten Millionenseller, dem im August 1961 von den Marvelettes veröffentlichten Please Mr. Postman, die Gordy entdeckt hatte. Gordy war der Komponist des Contours-Hits Do You Love Me, der im Juni 1962 auf den Markt kam.
Ab 1964 stellten sich Millionenseller bei Motown in einer Intensität ein, wie es sie zuvor bei keinem Plattenlabel gegeben hatte. Dadurch gelang es nur Motown, der British Invasion erfolgreiche amerikanische Musikproduktionen entgegenzustellen. Die Supremes konnten anfangs gleich drei Singles mit Millionenseller-Status vorweisen, nämlich Baby Love mit 3,496 Millionen (aufgenommen am 13. August 1964), Where Did Our Love Go (2,72 Millionen; 8. April 1964) und Come See About Me (1,87 Millionen; 13. Juli 1964). Gleichzeitig wurden zwei Supremes-LPs mehrfach vergoldet (Supremes A Go-Go mit 3,469 Millionen und Where Did Our Love Go mit 3,225 Millionen). Mary Wells hatte mit My Guy (3. März 1964), die Temptations mit My Girl (17. November 1964; 1 Million) und die Four Tops mit I Can't Help Myself (9. April 1965; 2,5 Millionen) weitere herausragende Bestseller.

### Zentrale des Plattenkonzerns

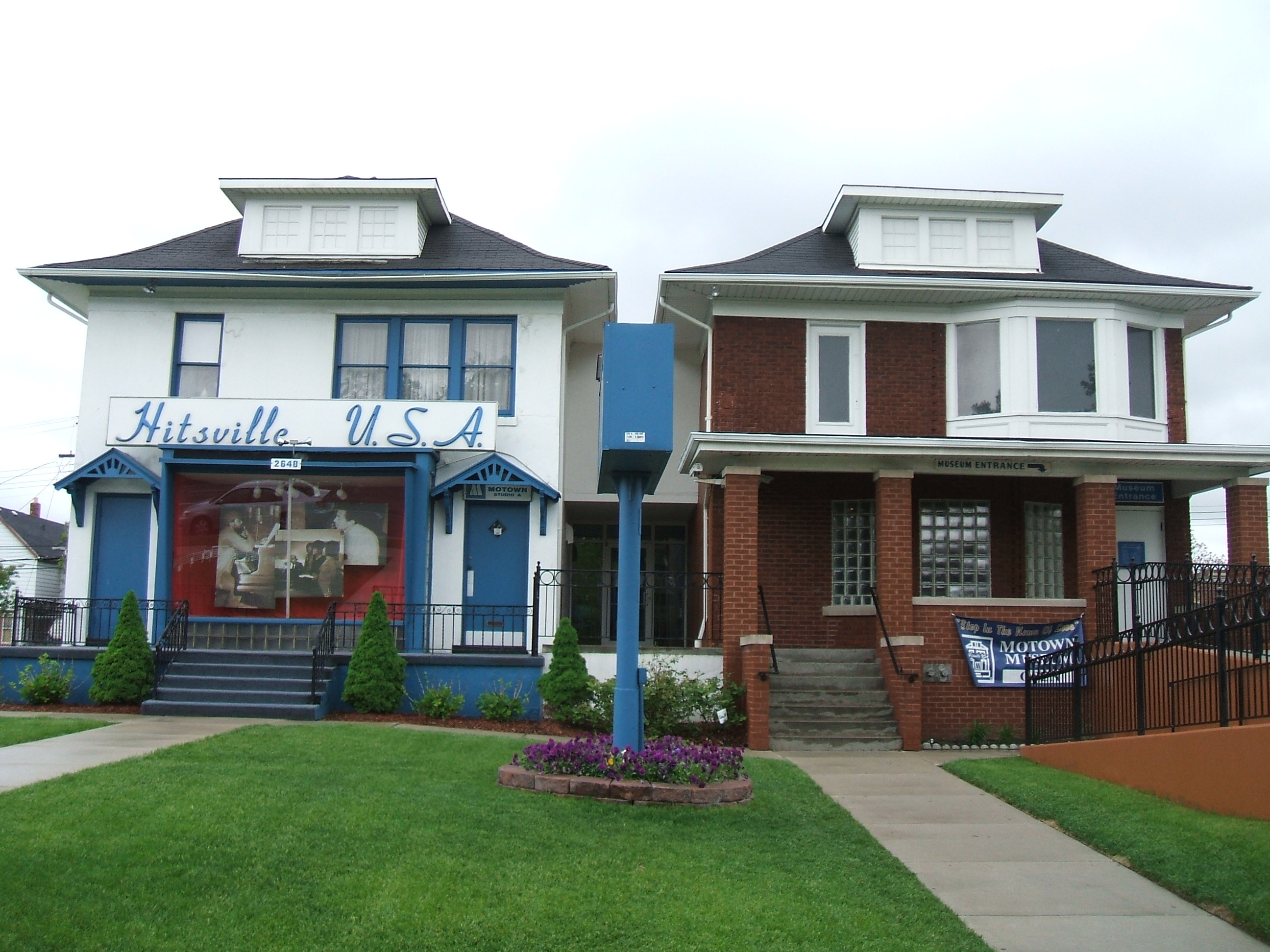
Das Motown-Studio, Detroit, USA

Das acht Zimmer umfassende Wohnhaus nutzte Gordy fortan als Konzernzentrale des Tamla Motown-Konzerns – sichtbar durch das am Haus angebrachte Schild „Hitsville U. S. A.“. Der Motown-Konzern entstand am 14. April 1960 durch Verschmelzung der Labels Tamla und Motown Records, weitere Firmen und Sublabels kamen im Laufe der Zeit hinzu. Gordy fand Autoren- und Produzententeams wie Holland–Dozier–Holland, Ashford/Simpson oder Whitfield/Strong, die zusammen mit den Funk Brothers den – allerdings nicht homogenen – Motown-Sound entwickelten. Durch den Einbau von Geigen- und Bläsersektionen gelang es, den Sound vom reinen Rhythm & Blues weiterzuentwickeln, was ein Crossover in die Pop-Hitparaden ermöglichte. Dies wiederum erschloss weiße kaufkräftigere Bevölkerungsschichten und bescherte dem Konzern höhere Verkaufszahlen. Gordy kaufte expansionsbedingt im April 1961 die Nachbar-Gebäude 2244-2246 West Grand, im Januar 1962 wurde West Grand Blvd. 2650-2652 erworben.
Ganz im Sinne seines ehemaligen Arbeitgebers Ford versuchte Gordy analog zum Fordismus die Wertschöpfungskette möglichst im Konzern zu halten (konzerneigene Studioband, Studiotechniker, Komponisten, Musikproduzenten, Musikverlage, Talentmanagement für Interpreten). Bei den Musikaufnahmen führte er eine Qualitätskontrolle wie in der nahen Ford-Autofabrik ein, indem die pro Woche produzierten Aufnahmen einem Managerteam vorgeführt und von diesem begutachtet wurden. So verließ trotz Massenproduktion kein Musikstück vor Veröffentlichung den Konzern; das wurde zum Vorbild in der Musikindustrie. Von den 25 Tophits des Jahres 1965 in den USA stammten 10 von Motown, zwischen 1964 und 1967 gab es 14 Top-1-Hits von Motown.

## Entwicklung des Konzerns
Im September 1966 erwarb Gordy für eine Million US-Dollar den örtlichen Konkurrenten Golden World/Ric-Tic Records nebst Repertoire (wie Edwin Starr) und Tonstudio. Weitere Expansion machte 1968 den Umzug der Motown Corporation in das 10-stöckige Bürogebäude „Donovan Building“ in Detroit (2457 Woodward Avenue) erforderlich.
Genau in jenem Jahr begann am 29. August 1968 der Rechtsstreit des Konzerns gegen das erfolgreichste Autoren- und Produzententeam Holland/Dozier/Holland, das zwischen 1963 und 1968 für 39 der insgesamt 91 US-Top-20-Notierungen des Motown-Konzerns (also 42 %) verantwortlich war. Noch deutlicher fiel deren Bilanz aus, wenn man die 17 Tophits des Konzerns in diesem Zeitraum untersucht. Hiervon waren gar zwölf (oder 70 %) für HDH (oder mindestens einem Teammitglied) urheberrechtlich registriert. Insgesamt waren HDH für 70 Top-10-Hits und 50 Tophits verantwortlich. Unter diesen Tophits befanden sich 13 aufeinanderfolgende Tophits. Der sonst bei der Veröffentlichung von Zahlen so zurückhaltende Motown-Konzern musste während des Prozesses offenlegen, dass HDH zwischen Januar 1965 und Juni 1968 Tantiemen in Höhe von 2,2 Millionen US-Dollar erhalten hatten. Darauf reagierte HDH im Dezember 1968 mit einer Gegenklage wegen Betruges und arglistiger Täuschung über 22 Millionen US-Dollar, weil der konzerneigene Musikverlag Jobete nach Auffassung der Komponisten über die genannte Summe keine hinreichende Rechenschaft über zu zahlende Royaltys abgelegt haben soll. Am 3. Januar 1972 wurden die gegenseitigen Klagen durch einen außergerichtlichen Vergleich – mit gegenseitiger Geheimhaltungspflicht – beigelegt.
Als Ersatz für HDH entwickelte Gordy das Autoren-Gespann Norman Whitfield / Barrett Strong, das den Motown-Sound mit Stilelementen aus dem Funk und Psychedelic Rock ab Oktober 1968 substantiell veränderte und neue Akzente setzte. Textlich erfolgte gleichzeitig eine Abkehr von der Liebesthematik zu sozialkritischen Inhalten. Ashford & Simpson sorgten für kurze Zeit ebenfalls dafür, dass die Interpreten des Motown-Konzerns weiterhin mit Songmaterial versorgt werden konnten.

## Umzug

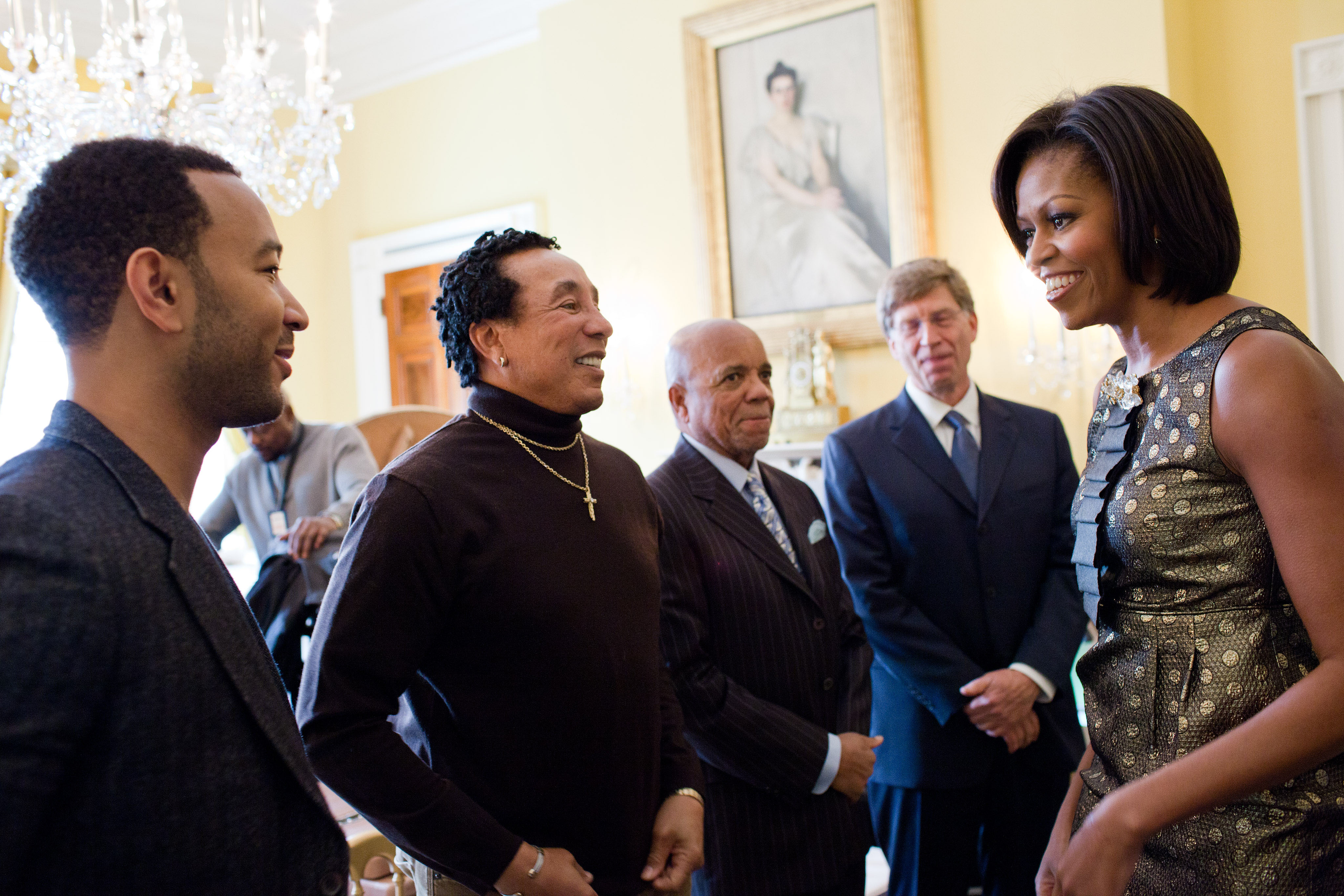
John Legend, Smokey Robinson, Berry Gordy und Bob Santelli bei einem Treffen mit Michelle Obama, 2011

Im Juni 1972 erfolgte der Umzug des gesamten Konzerns nach Los Angeles, nunmehr firmierend als „Mowest“. Das brachte neben der örtlichen auch eine personelle Zäsur mit sich. Die Funk Brothers beendeten ihre Zusammenarbeit, in Los Angeles wurden zudem neue Tonstudios eingerichtet. Die Plattenumsätze blieben durch die Erfolge der The Jackson Five, Commodores mit Lionel Richie als Solist oder Stevie Wonder auf hohem Niveau. Motown konnte 1975 auf 90 Nummer-eins-Hits zurückblicken und stieg zum größten schwarzen Musik-Label auf.
Berry Gordys größte Aufmerksamkeit galt der Lead-Sängerin der Supremes, Diana Ross. Ihm schwebte vor, aus Diana Ross eine Art „schwarze Barbra Streisand“ zu machen. Als Höhepunkt der engen Zusammenarbeit gestaltete sich Gordys Einstieg als Produzent ins Filmgeschäft, wobei er arrangierte, dass Ross die Titelrolle in dem Film Lady Sings the Blues (1972) über das leidgeplagte Leben und die schwierige Karriere von Billie Holiday spielte. Der Film wurde für mehrere Oscars nominiert, und Ross wurde für ihr Leinwanddebüt in der Kategorie „Beste Hauptdarstellerin“ nominiert. Bei der Verleihung blieb der Film schließlich jedoch ohne Auszeichnung – eine bittere Enttäuschung für Ross.
Weitere Filmprojekte, bei denen sich Gordy persönlich um die Produktion kümmerte (Mahagoni, 8. Oktober 1975, und The Wiz - Das zauberhafte Land von Sidney Lumet mit Michael Jackson, 24. Oktober 1978), brachten weder für die Produzenten noch für Ross den gewünschten Erfolg. Für Gordy war es eine große Enttäuschung, als sich Ross im Mai 1981 entschloss, Motown zu verlassen. Sie unterzeichnete einen mit 20 Millionen Dollar dotierten Vertrag mit RCA, konnte aber nicht mehr an frühere Erfolge anknüpfen. Als Diana Ross 1989 zu Motown zurückkehrte, hatte Gordy seinen Konzern bereits verkauft. - Berry Gordy produzierte jedoch noch einige Filme bis dahin, u. a. drehte John Badham für ihn die Sportkomödie The Bingo Long Traveling All-Stars & Motor Kings (1976) mit Billy Dee Williams, James Earl Jones und Richard Pryor nach dem Roman von William Brashler. Und Taimak und Vanity spielten in Der Tanz des Drachen (The Last Dragon, 1985), einer Mischung aus Martial-Arts- und Blaxploitationfilm.

## Verkauf des Konzerns

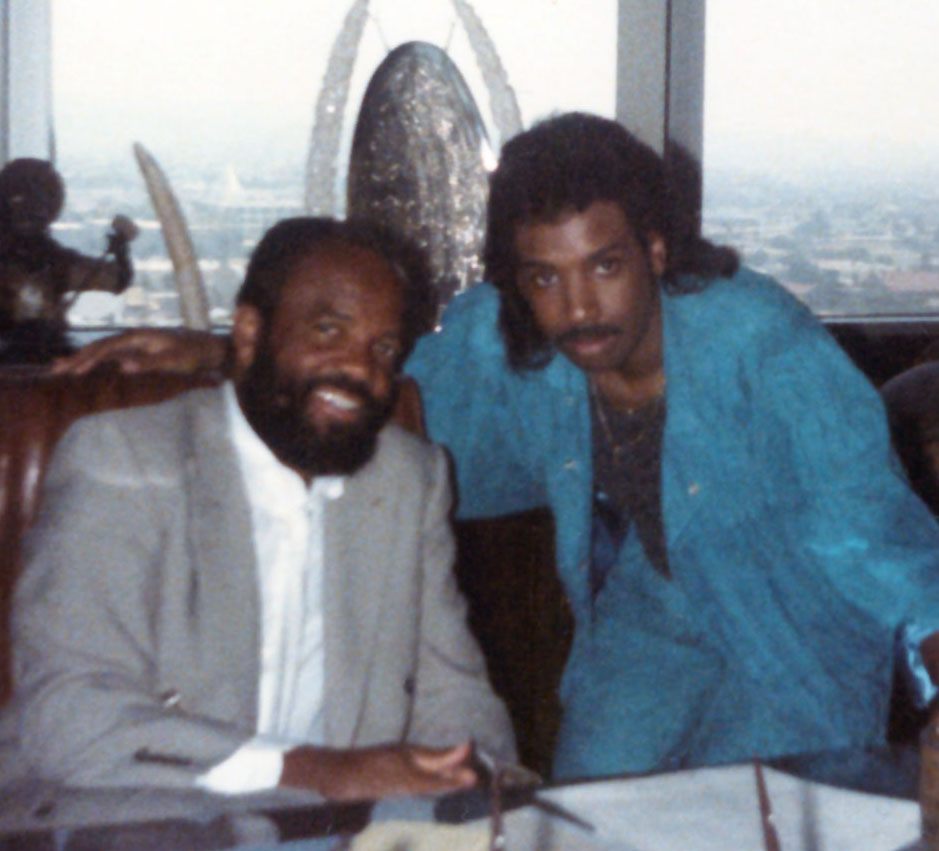
Berry Gordy und Motown-Sänger Bobby Nunn, 1984

Im Juni 1988 verkaufte Gordy den Motown-Konzern an MCA/Boston Ventures für 61,9 Mio. US-Dollar, im August 1993 verkaufte dieses Joint Venture an PolyGram für 325 Millionen US-Dollar. PolyGram selbst (und damit auch Motown) wurde im Mai 1998 durch Seagram erworben, der bereits die Universal Music Group kontrollierte. Im Dezember 2000 übernahm Vivendi Universal die Universal Music Group und wurde damit der weltweit zweitgrößte Medienkonzern.
Gordy hatte zudem im Juli 1997 seinen 50%igen Anteil an seinem Musikverlag Jobete für 132 Millionen US-Dollar an die EMI Group verkauft. Der über 15.000 Titel umfassende Katalog des Musikverlags erbrachte 1996 rund 25 Millionen US-Dollar Bruttoeinnahmen. Gordy hatte verkauft, weil ihm das Geschäftsklima zu ungünstig erschien. EMI erwarb im April 2003 von Gordy nochmals 30 % für 110 Millionen US-Dollar, um im April 2004 die restlichen 20 % für 88 Millionen US-Dollar zu kaufen. Damit hatte Berry Gordy die letzte Kontrolle über seinen ehemaligen Motown-Konzern verloren.

## Privates
Gordy war viermal verheiratet und hat vier Kinder. Sein Sohn Kennedy William Gordy veröffentlichte in den 1980er-Jahren unter dem Künstlernamen Rockwell drei Musikalben. Ein anderer Sohn, Stefan Kendal Gordy, gründete gemeinsam mit Berrys Enkel Skyler Austen Gordy das Electro/Hip-Hop Duo LMFAO. Mit Diana Ross lebte Gordy eine Zeit lang zusammen; aus dieser Verbindung stammt seine Tochter Rhonda Ross Kendrick (* 14. August 1971 als Rhonda Suzanne Silberstein). Am 7. Juli 2009 hielt Berry Gordy eine Rede bei der Trauerfeier für Michael Jackson im Staples Center in Los Angeles.

## Auszeichnungen
- 1988: Rock and Roll Hall of Fame

## Schriften
- To Be Loved: The Music, the Magic, the Memories of Motown. 1994. (Autobiografie)